# Santiago Challenger 2025
Il Santiago Challenger 2025 è stato un torneo maschile di tennis professionistico. È stata la 21ª edizione del torneo, facente parte della categoria Challenger 75 nell'ambito dell'ATP Challenger Tour 2025, con un montepremi di 100 000 $. Si è giocato dal 10 al 16 marzo 2025 sui campi in terra rossa del Club Manquehue di Vitacura, nella Regione Metropolitana di Santiago, in Cile.

## Partecipanti

### Teste di serie
| Nazionalità | Giocatore           | Ranking* | Testa di serie |
| ----------- | ------------------- | -------- | -------------- |
| Brasile     | Thiago Monteiro     | 105      | 1              |
| Colombia    | Daniel Elahi Galán  | 123      | 2              |
| Cile        | Tomás Barrios Vera  | 153      | 3              |
| Argentina   | Juan Pablo Ficovich | 169      | 4              |
| Paraguay    | Daniel Vallejo      | 195      | 5              |
| Perù        | Juan Pablo Varillas | 198      | 6              |
| Bolivia     | Murkel Dellien      | 199      | 7              |
| Argentina   | Andrea Collarini    | 202      | 8              |

* Ranking al 3 marzo 2025.

### Altri partecipanti
I seguenti giocatori hanno ricevuto una wild card per il tabellone principale:
- Diego Dedura-Palomero
- Benjamín Torrealba
- Nicolás Villalón

Il seguente giocatore è entrato in tabellone come alternate:
- Renzo Olivo

I seguenti giocatori sono passati dalle qualificazioni:
- Kilian Feldbausch
- Guido Iván Justo
- João Lucas Reis da Silva
- Yuki Mochizuki
- Paulo André Saraiva dos Santos
- Pedro Boscardin Dias

## Punti e montepremi
| Torneo    | Torneo              | V     | F     | SF    | QF    | 2T    | 1T  | Q | Q2  | Q1  |
| Singolare | Punti               | 75    | 44    | 22    | 12    | 6     | 0   | 4 | 2   | 0   |
| Singolare | Premi in denaro ($) | 9 880 | 5 820 | 3 450 | 2 000 | 1 165 | 720 | – | 360 | 185 |
| Doppio    | Punti               | 75    | 44    | 22    | 12    | –     | 0   | – | –   | –   |
| Doppio    | Premi in denaro ($) | 4 250 | 2 450 | 1 480 | 880   | –     | 500 | – | –   | –   |

## Campioni

### Singolare
Daniel Elahi Galán ha sconfitto in finale  Thiago Monteiro con il punteggio di 7–5, 6–3.

### Doppio
Vasil Kirkov /  Matías Soto hanno sconfitto in finale  Mateus Alves /  Luís Britto con il punteggio di 6–4, 6–3.